# Omega Lithium
Omega Lithium war eine kroatische Alternative-Metal-Band aus Umag.

## Geschichte
Die Band wurde 2007 in Umag gegründet. Die Band unterschrieb einen Vertrag beim deutschen Label Drakkar Entertainment, wo auch Bands wie Lordi und Letzte Instanz unter Vertrag stehen.
Das Debütalbum Dreams in Formaline wurde am 18. September 2009 von Drakkar Entertainment und Sony BMG veröffentlicht. Neben Konzerten im eigenen Land begleitete Band im Dezember 2009 Subway to Sally in Deutschland und in der Schweiz auf der Kreuzfeuer-Tour.
2010 spielt die Band Konzerte beim Metalcamp in Slowenien, beim Wave-Gotik-Treffen in Deutschland, beim MFVF in Belgien sowie in Rumänien auf dem OST Fest. Am 6. April erschien eine US-Version des Albums Dreams in Formaline, das unter dem Label Artoffact Records produziert wurde und unter Lizenz bei Sony BMG steht.
Im Mai 2011 erschien das Album Kinetik, aus dem die Videosingle Dance with Me stammt.

## Diskografie
- 2009: Dreams in Formaline (Sony BMG/Drakkar Entertainment)
- 2010: Dreams in Formaline – amerikanische Version (Artoffact Records/Sony BMG)
- 2011: Kinetik